# Aléxandros Ypsilántis (Thessalonique)
Aléxandros Ypsilántis (grec moderne : Αλέξανδρος Υψηλάντης) est une localité située dans le dème d'Oreókastro, dans le district régional de Thessalonique, dans la periphérie de Macédoine-Centrale, en Grèce.
Selon le recensement de 2011, elle compte 270 habitants.